# Proclitus rudis
Proclitus rudis là một loài tò vò trong họ Ichneumonidae.